# Lathrop (Kalifornija)
Lathrop je grad u američkoj saveznoj državi Kalifornija. Prema popisu stanovništva iz 2010. u njemu je živjelo 18.023 stanovnika.